# 36-22-36
| Recensione | Giudizio |
| ---------- | -------- |
| AllMusic   |          |

36-22-36 è un album in studio della blues band statunitense Jim Belushi & the Sacred Hearts, pubblicato nel 1998.

## Tracce
1. If You Don't Leave Me Alone – 2:46 (Sonny Fortner, Delbert McClinton)
2. Smokin' Blues – 3:25 (Jim Belushi, Glen Clark)
3. Twenty-Nine Ways to My Baby's Door – 2:38 (Willie Dixon)
4. Watch Yourself – 2:40 (Buddy Guy)
5. 36-22-36 – 2:40 (Don Robey)
6. The Chicken and the Hawk – 3:39 (Jerry Leiber, Mike Stoller)
7. Hot Weather Blues – 2:56 (Robert Dade, William Ford)
8. You Can't Use My Car – 3:05 (Tony Braunagel, Johnny Lee Schell, Joe Sublett)
9. Leap of Faith – 2:58 (Glen Clark, Gary Nicholson)
10. I Just Want to Make Love to You – 2:59 (Willie Dixon)
11. Born in Chicago – 2:43 (Nick Gravenites)
12. If the House Is Rockin' – 3:27 (Gary Nicholson, Walter Wilson)

## Formazione
- Jim Belushi - voce
- Tony Braunagel - batteria, percussioni
- Glen Clark - organo Hammond, cori
- J.J. Holiday - chitarra
- Darrell Leonard - trombonium, tromba
- Larry Lerma - basso
- Delbert McClinton - armonica
- Johnny Lee Schell - chitarra
- Josh Sklair - chitarra
- Joe Sublett - sassofono baritono, sassofono tenore
- McCoy Tyner - pianoforte
- Jimmy Wood - cori